# Uncharted 3: Oszustwo Drake’a
Uncharted 3: Oszustwo Drake’a (ang. Uncharted 3: Drake’s Deception) – przygodowa gra akcji przedstawiona z perspektywy trzeciej osoby, wyprodukowana przez amerykańskie studio Naughty Dog i wydana przez Sony Computer Entertainment na konsolę gier wideo Sony PlayStation 3. Gra ukazała się 1 listopada 2011 w Ameryce Północnej, 2 listopada 2011 w Europie oraz Japonii i 3 listopada 2011 w Australii. Jest to trzecia część serii Uncharted. Uncharted 3 była produkowana przez dwa lata i używa autorskiego silnika Naughty Dog Game Engine 3.0.
Akcja gry rozgrywa się cztery lata po wydarzeniach z pierwszej części – Uncharted: Fortuna Drake’a. Nathan Drake tym razem wyrusza na Półwysep Arabski w poszukiwaniu zaginionego miasta z islamskich wierzeń – Iram, którego poszukiwał jego przodek sir Francis Drake.
Gra zdobyła uznanie wśród krytyków, osiągając średnią ocen 92% zarówno w agregatorze GameRankings, jak i Metacritic. Recenzenci zachwalali głównie oprawę graficzną, muzyczną, animacje postaci oraz znacznie rozbudowane tryby rozgrywki wieloosobowej w stosunku do Uncharted 2: Pośród złodziei. Gra uzyskała liczne nagrody portali o grach komputerowych, między innymi Best PlayStation 3 Game strony IGN oraz Best PS3 Exclusive serwisu Metacritic. W dniu premiery sprzedano 3,8 mln sztuk gry Uncharted 3: Oszustwo Drake’a na całym świecie, dzięki czemu gra uzyskała najwyższą sprzedaż spośród całej serii. Jest także trzecią najszybciej sprzedawaną grą wydaną wyłącznie na PlayStation 3.

## Fabuła
- Źródło: Uncharted 3: Drake’s Deception – The Complete Official Guide[19].

The dreamers of the day are dangerous men for they may act their dream with open eyes to make it possible. This I did.
Lecz marzyciele dnia są niebezpieczni, gdyż mogą śnić z otwartymi oczami, by ten sen ziścić. To moje dzieło.

Akcja gry Uncharted 3: Oszustwo Drake’a rozpoczyna się w londyńskim pubie The Pelican Inn. Nathan i jego przyjaciel Sully mają dokonać transakcji z Talbotem, zaufanym współpracownikiem tajemniczej Angielki – Katherine Marlowe. Drake zamierza oddać swój pierścień, który odziedziczył jako potomek słynnego korsarza i podróżnika – sir Francisa Drake’a. W zamian ma otrzymać walizkę gotówki. Transakcja dochodzi do skutku, jednak Nathan szybko sprawdza pieniądze i zauważa, że są one fałszywe, zaś Sully potwierdza jego podejrzenia. Drake szybko zabiera pierścień, ale Talbot każe mu go oddać, zabrać pieniądze i opuścić lokal, jednak Drake nie czyni tego. Wtedy kilku ludzi Talbota rzuca się na Drake’a i Sully’ego, którym udaje się obronić. Gdy wybiegają z budynku, zostają znowu zaatakowani przez ludzi Talbota i Marlowe. Angielka zabiera pierścień, a ponowna próba odzyskania przedmiotu przez Drake’a kończy się klęską, w której Charlie Cutter strzela do Drake’a, a następnie do Sully’ego, który próbował pomóc swojemu przyjacielowi. Zaraz po tym Marlowe wraz z Talbotem wsiadają do samochodu i dokonują ucieczki.
Akcja gry przenosi się dwadzieścia lat wcześniej do miasta Cartagena de Indias w Kolumbii. Nastoletni Nathan poszukiwał wtedy w jednym z tamtejszych muzeów gabloty z pierścieniem sir Francisa Drake’a. Drake był świadkiem nieudanej próby włamania nieznajomego mężczyzny do gabloty. Podążając za nim i odkrywając jego znajomość z Marlowe, Nathan próbował ukraść portfel z kluczem. Jednak jego właściciel szybko się zorientował i zatrzymał chłopaka. Kazał mu oddać portfel. Drake zrobił to, jednak zdążył już wyjąć przedmiot, którego potrzebował.
Wieczorem młody Nathan włamał się do muzeum i wyjął z gabloty pierścień. Został jednak zauważony przez Marlowe i mężczyznę, któremu ukradł klucz. Oni także próbowali zdobyć cenny przedmiot z muzeum. Ludzie Marlowe rozpoczęli pościg za Nathanem. W pewnym momencie jeden z bandytów dogonił Nathana i wymierzył do niego z pistoletu. Jednak w ostatniej chwili pojawił się człowiek, któremu Drake zabrał klucz i strzelił do agresora, dzięki czemu uratował życie chłopakowi. Zabrał on Nathana do pobliskiego baru. Tam przedstawił się jako Sully. Od tego momentu rozpoczęła się ich długoletnia przyjaźń.
Akcja gry ponownie przenosi się do teraźniejszości, do Londynu. Okazuje się, że Charlie jest przyjacielem Drake’a i Sully’ego, a Marlowe ma falsyfikat pierścienia – cała akcja więc została zaplanowana. W trójkę spotykają się z Chloe, z którą idą do kryjówki oponentów. Znajduje się ona w nieużywanych obecnie podziemiach londyńskiego metra. Tam Nathan odkrywa, że Marlowe należy do sekty próbującej odnaleźć Atlantydę Pustyni.
Drake i Sully decydują się na podróż do środkowej Francji, a Charlie i Chloe – do Syrii. We Francji docierają do średniowiecznego zamku, w którego podziemiach odkrywają grobowiec i połowę kolejnej wskazówki. Jednak demaskuje ich Talbot, który rozkazuje podpalić twierdzę. Bohaterowie ledwo uchodzą z życiem i postanawiają natychmiast wyruszyć do Syrii, aby ostrzec swoich przyjaciół przed sektą Marlowe.
Gdy docierają do średniowiecznej budowli w Syrii, szybko odnajdują swoich przyjaciół, lecz zostają rozdzieleni. Charlie wraz z Nathanem odnajdują miejsce ukrytego wejścia, gdzie znajduje się kolejna wskazówka. W tym samym momencie wspólnicy zostają zaatakowani przez ludzi Talbota, jednak szybko przychodzą im z pomocą Chloe i Sully. Razem w czwórkę szukają ukrytego wejścia, jednak gdy Charlie oddala się od reszty, zostaje postrzelony strzałką z trucizną i pojawia się Talbot. Cutter oddaje wrogowi wskazówki i wraca do przyjaciół, jednak pod wpływem trucizny wchodzi w konflikt ze wspólnikami. Dalej znowu cała czwórka podąża mrocznym korytarzem, aż w końcu dochodzą oni do ogromnego globusu, który wskazuje położenie Iremu na pustyni w Jemenie. Następnie zostają zaatakowani przez Talbota i jego ludzi. Cutter udaje jednak, że zdradza Nathana, dzięki czemu trójce jego przyjaciół udaje się uciec. On sam łamie nogę przez upadek z dużej wysokości.
Drake i Sully wyruszają do Jemenu. Spotykają się tam z Eleną, ich przyjaciółką i dziennikarką z zawodu. Jest ona ich przewodniczką po mieście. Trójka wyrusza do tajemniczego miejsca, w którym ukryta została ostatnia wskazówka. Gdy do niej dochodzą, zostają zaatakowani przez rój pająków, a później przez ludzi Marlowe. Drake, jak wcześniej Cutter, zostaje postrzelony zatrutą strzałką z trucizną, przez co ma halucynacje i traci przytomność. Budzi się, siedząc przy stole z Katherine Marlowe. Po krótkiej rozmowie zauważa Talbota, za którym rzuca się w pościg. Dochodzi wówczas do walki. Drake wychodzi z niej zwycięsko, jednak zostaje uderzony w głowę przez sojusznika Talbota – przywódcę piratów o imieniu Ramzes. Znowu traci przytomność.
Gdy się budzi, zauważa kilku piratów, którzy zaczynają go przesłuchiwać. Uwalnia się i ucieka. Okazuje się, że znajduje się on na cmentarzysku statków. Postanawia dotrzeć do okrętu, w którym według piratów miał być przetrzymywany Sully. Jednak gdy Drake dociera na rzekome miejsce przetrzymywania przyjaciela, okazuje się, że został okłamany przez Ramzesa, który po prostu chciał zmusić go do wyjawienia informacji o położeniu Iremu. Na morzu rozpętuje się sztorm, podczas którego Nathan wyskakuje ze statku i półżywy dopływa do brzegu. Tam dociera do mieszkania Eleny, która opowiada mu o prawdziwym porwaniu Sully’ego.
Następnego dnia wyruszają na lotnisko, skąd ma odlecieć samolot z zapasami dla karawany Marlowe, która wyruszyła na poszukiwania mitycznego miasta. Drake przed dostaniem się do samolotu wyznaje Elenie miłość. W samolocie zauważa go jeden z wynajętych przez Marlowe Arabów, który atakuje Nathana i próbuje wyrzucić go z samolotu. Maszyna zaczyna płonąć i spadać. Drake wypada z samolotu, jednak dolatuje do jednej ze skrzyń z zapasami (która miała być zrzucona karawanie) i otwiera spadochron.
Drake ląduje na środku pustyni Ar-Rab al-Chali, bez wody i jedzenia. Po kilku dniach wędrówki w poszukiwaniu pożywienia dociera do opustoszałego miasta, gdzie przebywają ludzie Marlowe. Zostaje zaatakowany, jednak z opresji ratuje go plemię Salima. Wspólnie wyruszają do ich obozu. Tam Salim postanawia pomóc odbić Sully’ego.
Następnego dnia Salim oraz Drake doganiają karawanę i uwalniają Sully’ego, który przetrzymywany był w jednej z ciężarówek. Początkowa część karawany dociera do wejścia do Iremu, a reszta zostaje na posterunku. Drake i Sully gubią podczas burzy Salima i jego ludzi, ale mimo to odnajdują wejście do Atlantydy Pustyni.
Gdy wchodzą do środka, dostrzegają ruiny miasta ukrytego pod pustynią. Nathan postanawia napić się wody z fontanny, ale okazuje się, że zawierała ona środki psychotropowe. Drake doświadcza na chwilę halucynacji i gubi Sully’ego, jednak po pewnym czasie odnajduje go, a środki przestają działać. Wspólnicy odkrywają plany Marlowe, która chciała wykorzystać substancje zawarte w wodzie do niecnych celów. Postanawiają jej to uniemożliwić i niszczą wyciągarkę wody z miasta. W trakcie ucieczki dostrzegają Marlowe, która wpadła w ruchome piaski. Drake postanawia ją uratować, kiedy ta wyciąga jego pierścień. Jednak nie udaje mu się to. Po chwili zostaje zaatakowany przez Talbota, który po krótkiej walce zrzuca go w przepaść. Drake łapie się jednak wystającej skały. Oponent postanawia zaatakować Sully’ego, ale Drake wyciąga pistolet i zabija Talbota. Po chwili Sully pomaga Nathanowi i razem wydostają się z ruin. Tam czeka na nich Salim z końmi, na których uciekają z pustyni.
Drake, Sully i Elena postanawiają opuścić Jemen. Najpierw jednak Sully daruje swojemu przyjacielowi pierścionek ślubny, aby ten wręczył go Elenie. Drake bierze go i oświadcza się Elenie. W trójkę idą do samolotu, który przypomina ten rozbity w Ameryce Południowej przez Elenę i Nathana.

### Obsada głosowa
| Postać                  | Angielski dubbing  | Polski dubbing      |
| ----------------------- | ------------------ | ------------------- |
| Nathan Drake            | Nolan North        | Jarosław Boberek    |
| Chloe Frazer            | Claudia Black      | Anna Gajewska       |
| Elena Fisher            | Emily Rose         | Izabella Bukowska   |
| Victor „Sully” Sullivan | Richard McGonagle  | Andrzej Blumenfeld  |
| Charlie Cutter          | Graham McTavish    | Mirosław Zbrojewicz |
| Katherine Marlowe       | Rosalind Ayres     | Krystyna Janda      |
| Talbot                  | Robin Atkin Downes | Waldemar Barwiński  |
| Salim                   | T.J. Ramini        | Cezary Kwieciński   |
| Ramzes                  | Sayed Badreya      | Cezary Nowak        |
| Młody Nathan Drake      | Billy Unger        | Franciszek Boberek  |

Poza angielską (oryginalną) i polską wersją językową gra została wydana z dubbingiem także w językach: francuskim, hiszpańskim, holenderskim, japońskim, niemieckim, portugalskim, rosyjskim, tureckim, włoskim. W kinowej wersji językowej (z napisami) została wydana w powyższych językach oraz w: czeskim, duńskim, fińskim, greckim, norweskim i szwedzkim.

## Rozgrywka
Rozgrywka w Uncharted 3: Oszustwo Drake’a nie różni się znacząco od tej przedstawionej w dwóch poprzednich częściach serii. Nadal jest to przygodowa gra akcji przedstawiona z perspektywy trzeciej osoby, w której gracz wciela się w postać podróżnika Nathana Drake’a. W przeciwieństwie do poprzednich dwóch części znacznie zwiększono liczbę elementów platformowych i zagadek kosztem wymian ognia i walki wręcz. Nathan walczy za pomocą broni palnej, granatów bądź wręcz. Jest w stanie nosić jednocześnie jeden egzemplarz broni długiej i jeden krótkiej oraz cztery granaty. Rozbudowana została walka wręcz. Drake potrafi walczyć z kilkoma przeciwnikami naraz oraz używać do walki elementów otoczenia. W grze występuje system osłon. Odpowiednio płaskie kamienie, ściany lub skrzynie mogą służyć za osłony, z których część jest podatna na zniszczenie. Z tej pozycji bohater może strzelać na oślep, tylko lekko się wychylając. Gra korzysta z samoregenerującego się paska zdrowia – wraz z kolejnymi ranami ekran coraz bardziej blaknie, a po kilkunastu sekundach spokoju wraca do normy. Rozbudowie uległa także sztuczna inteligencja przeciwników. Potrafią oni wykonywać wszystkie czynności, które wykonuje główny bohater – np. wspinać się, przeskakiwać między platformami, kryć za osłonami, zachodzić Nathana od tyłu. W trakcie gry gracz może znaleźć niespotykaną dotąd w serii broń, a bronie znane z poprzednich częściach mają bardziej realistyczne zachowanie (zmieniono odrzut broni w trakcie strzelania, pojemność magazynków itp.). W grze występuje także etap, podczas którego bohater jedzie na koniu i wskakuje na ciężarówki, aby rozprawić się z przeciwnikami. W niektórych etapach może on pływać i nurkować.
W grze występuje interakcja z przedmiotami, główny bohater może otworzyć drzwi, przesunąć przeszkodę, pociągnąć dźwignię lub uruchomić inny mechanizm. Ponadto występuje też wiele elementów zręcznościowych, polegających na wspinaniu się czy skakaniu, połączonych np. ucieczką przeciwnikami, lub ostrzeliwującym helikopterem. Kolejnym aspektem rozgrywki jest rozwiązywanie zagadek, opartych na rysunkach zawartych w dzienniku głównego bohatera.
W lokacjach kampanii dla pojedynczego gracza w Uncharted 3 ukrytych jest 100 skarbów i jeden relikt, które gracz może odnaleźć i kolekcjonować, natomiast w rozgrywkach wieloosobowych skarby losowo pojawiają się w skrzyniach umieszczonych w lokacjach lub w miejscu śmierci wroga.

### Gra wieloosobowa
Twórcy znacząco poszerzyli rolę trybu gry wieloosobowej i zwykłej współpracy. Do gry załączono więcej map zarówno do trybów rywalizacji, jak i kooperacji. Dodano wiele nowych broni, dopalaczy, skórek bohaterów i czarnych charakterów. Dołączono możliwość modyfikowania broni oraz zdobycia specjalnych wersji broni postaci z kampanii dla pojedynczego gracza. Dodano także nową i innowacyjną opcję, jaką są medalowe kopy, czyli specjalne umiejętności, które aktywuje się po uzbieraniu odpowiedniej liczby medali. Ponadto twórcy dodali możliwość chwilowego sprintu, który znacząco zwiększa prędkość poruszania się postaci.
System dopalaczy (ang. boosters) nieznacznie się zmienił w stosunku do tego zawartego w Uncharted 2: Pośród złodziei. Przed każdym meczem gracz może wybrać dwa dopalacze oraz kupić jeden jednorazowy, czyli dopalacz tylko na jeden najbliższy mecz. Stałe dopalacze mają teraz 3 poziomy zaawansowania. Wyjątkiem są dopalacze ujemne utrudniające rozgrywkę graczowi, który je wybrał w zamian za dodatkowe pieniądze ze zdobytych medali i zabójstwa innych graczy. Poziom dopalaczy można podnieść tylko i wyłącznie wykonując podane w jego opisie czynności. Dostęp do nowych dopalaczy gracz zyskuje wraz ze zdobywaniem nowych poziomów doświadczenia i dziedzictw.
Uncharted 3 oferuje także tzw. Buddy System, czyli system współpracy dwóch graczy. Jeśli jeden z graczy zostanie zabity, może odrodzić się przy swoim partnerze, jeżeli ten nie uczestniczy w wymianie ognia lub walce wręcz. W przypadku wspólnego zabójstwa gracze mogą „przybić piątkę”. Ponadto w grze występują dopalacze, które wzmacniają współpracę i nagradzają za nią graczy.
Nowością w tej serii jest także tzw. split-screen, czyli podzielony ekran w trybach rozgrywki wieloosobowej. W przypadku tej opcji gracze mogą korzystać z wspólnego konta PlayStation Network, lub dwóch oddzielnych.
W trybie rozgrywki wieloosobowej gracze zdobywają poziomy doświadczenia, które zapewniają im nowe rodzaje broni i modyfikatory. Po osiągnięciu maksymalnego poziomu doświadczenia gracz zdobywa dziedzictwo. Osiągnięcie dziedzictwa wiąże się ze stratą aktualnego poziomu doświadczenia, zdobytych pieniędzy, broni, dopalaczy i kopów medalowych oraz ze zmianą ramki obrazka poziomu doświadczenia. Aktualnie jest możliwość osiągnięcia piątego dziedzictwa.
Wraz z uaktualnieniem 1.13 wprowadzono system turniejowy. Gracze co tydzień dostają dziesięć biletów turniejowych, za które mają możliwość rozegrania meczów, w których zdobywają punkty turniejowe. Punkty sumowane są na koniec tygodnia, a gracze, którzy osiągną wymaganą liczbę punktów na jedną z czterech rang (brązową, srebrną, złotą oraz platynową) otrzymują specjalne nagrody w grze.
27 lutego 2013 roku tryb rozgrywek wieloosobowych do gry został udostępniony za darmo i oferowany jest w systemie free-to-play. Osoby, które korzystają z tego modelu, mogą osiągnąć maksymalnie 15 poziom doświadczenia. Po jego osiągnięciu po prostu nie zdobywają punktów doświadczenia, ale nadal mogą grać za darmo. Mogą także wykupić poszczególne części gry: podniesienie limitu doświadczenia do 25, zniesienie limitu doświadczenia, splitscreen (możliwość gry z drugim graczem na podzielonym ekranie monitora), tryb kooperacji przygoda, tryb kooperacji arena, kampanię dla pojedynczego gracza oraz wszystkie wydane DLC. Do 19 marca 2013 roku gracze pobrali ponad 350 000 razy darmowego klienta trybu rozgrywek wieloosobowych.

#### Tryby gry wieloosobowej oparte na rywalizacji
| Tryb rozgrywki        | Liczba drużyn | Liczba graczy | Cel                                      | Dodatkowy opis |
| --------------------- | ------------- | ------------- | ---------------------------------------- | --- |
| Starcie drużyn        | 2             | 10            | 50 zabójstw graczy z drużyny przeciwnej. | W przypadku remisu lub małej różnicy w liczbie zdobytych punktów doliczana jest minutowa dogrywka. W przypadku dalszego remisu kolejną dogrywkę stanowi tryb Nagła śmierć, czyli jedna runda z trybu Likwidacja. Natomiast w przypadku dużej różnicy w zdobytych punktach uruchamiana jest tzw. zagrywka, która pomaga odrobić przegrywającej drużynie punkty (drużyna wygrywająca zarabia podwójną ilość pieniędzy za zabójstwa). Pierwszym typem zagrywki jest zabicie naznaczonego gracza drużyny wrogów (tzw. Vip) przez przegrywającą drużynę. Drugim typem jest ujawnienie pozycji wszystkich przeciwników na mapie, natomiast trzecim jest podwójna ilość zadawanych obrażeń przez wszystkie bronie drużyny przegrywającej. |
| Grabież               | 2             | 10            | Włożenie pięciu skarbów do skrzyni.      | |
| Cel drużynowy         | 2             | 10            | Wygranie 3 rund.                         | W każdej rundzie generowane jest inne zadanie (król wzgórza, wojna o terytoria, starcie drużyn do 10 zabójstw, 5 zabójstw graczy naznaczonych). |
| Starcie trzech drużyn | 3             | 6             | 20 zabójstw graczy z drużyn przeciwnych. | |
| Każdy na każdego      | 8             | 8             | 15 zabójstw innych graczy.               | |
| Hardcore              | 2             | 10            | 50 zabójstw graczy z drużyny przeciwnej. | Nie można używać dopalaczy i kopów medalowych. |
| Likwidacja            | 2             | 10            | Wygranie 3 rund.                         | Po śmierci, gracz może odrodzić się dopiero w następnej rundzie. |
| Laboratorium          | 2             | 10            | 50 zabójstw graczy z drużyny przeciwnej. | Eksperymentalny tryb z ograniczeniami co do używanych broni, granatów, kopów medalowych i dopalaczy. |

#### Tryby kooperacji
Kooperacja w Uncharted 3: Oszustwo Drake’a podzielona jest na cztery oddzielne tryby, w których współpracuje ze sobą kilkoro graczy. W pierwszym z nich (Arena) grupa graczy ma za zadanie wykonać określone, zmieniające się cele na jednej mapie. W drugim (Arena Łowców) dwie drużyny, składające się z dwóch graczy, muszą na zmianę szukać trzech skarbów, strzeżonych przez komputerowych przeciwników. W trzecim (Przygoda) gracze rozgrywają fabularne misje na pięciu mapach z kampanii dla pojedynczego gracza. Szósta mapa, w której gracze wcielają się w czarne charaktery została dodana w dodatku DLC. Tryb przygody obsługuje do trzech graczy. Czwarty tryb – Przetrwanie zjaw – został dodany w dodatku DLC Co-op Shade Survival i polega na odpieraniu kolejnych fal zjaw oraz wykonywaniu przez graczy określonych zadań, takich jak zabicie wszystkich przeciwników, utrzymanie określonego terenu, czy zabicie namierzonego silnego przeciwnika.
Tryb rozgrywek wieloosobowych zintegrowany jest z portalami YouTube i Facebook, dzięki czemu gracze mogą wysyłać i udostępniać na portalach społecznościowych swoje filmy z rozgrywek przez internet z poziomu menu gry.

## Tworzenie
Gra została po raz pierwszy ujawniona przez „Entertainment Weekly” 9 grudnia 2010 roku. Oficjalnie została zapowiedziana na Spike Video Game Awards w dniu 11 grudnia 2010, a jej pierwszy zwiastun pokazywał stół z mapą, bronią i kilkoma innymi podróżniczymi akcesoriami. 14 grudnia 2010 roku pracownicy Naughty Dog zaprezentowali pierwsze grywalne demo gry
, natomiast 15 czerwca 2011 roku drugie. Oba premierowe pokazy wersji demonstracyjnych odbyły się w amerykańskim programie rozrywkowym Late Night with Jimmy Fallon.
Twórcy Uncharted 3 przy produkcji trybów rozgrywek wieloosobowych czerpali inspiracje z gier Assassin’s Creed: Brotherhood oraz Red Dead Redemption.
Ukończenie prac nad Uncharted 3: Oszustwo Drake’a i osiągnięcie tzw. statusu Gold przez grę zostały ogłoszone 11 października 2011 roku na amerykańskim blogu PlayStation.
4 czerwca 2015 roku oficjalnie zapowiedziano Uncharted: The Nathan Drake Collection na konsolę PlayStation 4, za które odpowiedzialne jest studio Bluepoint Games. W skład zbiorczego wydania trzech pierwszych części serii Uncharted wchodzi m.in. Uncharted 3: Oszustwo Drake’a. Gra zawiera tylko kampanie dla pojedynczego gracza i została pozbawiona trybów rozgrywki wieloosobowej. Jest wyświetlana w 60 kl./s w rozdzielczości 1080p (w pierwotnej wersji na PlayStation 3 gra była wyświetlana w 30 kl./s w rozdzielczości 720p), ma zaimplementowane nowe trofea oraz oferuje lepsze oświetlenie, tekstury, modele i ulepszenia w rozgrywce.

### Grafika
Gra korzysta ze zmodyfikowanego silnika wykorzystanego w Uncharted: Fortuna Drake’a i Uncharted 2: Pośród złodziei, dzięki któremu możliwe było dokładniejsze odwzorowanie fizyki, efektów wizualnych i efektów zmieniającego się otoczenia w czasie rzeczywistym. Silnik umożliwił również lepsze dopracowanie takich elementów grafiki jak piasek, ogień, dym, woda czy ruchy postaci, bardziej realistyczne tekstury oraz animacje. Według Arne Meyer z Naughty Dog prawdziwa fizyka i efekty nieustannie zmieniającego się środowiska są kluczowe w tworzeniu realistycznych wrażeń z gry. Powiedział on także, że zadaniem jego studia jest stworzenie gry, która zatrze granice pomiędzy grą wideo a rzeczywistością. Naughty Dog przy tworzeniu każdej gry stawia sobie nowe cele. Przy tworzeniu trzeciej części gry z serii Uncharted, jednym z nich było odwzorowanie bardzo realistycznego ognia, który realistycznie spala drewniane części budynków. W wywiadzie na gamescom 2011 Arne Meyer mówił także o pojemności gry, jaką zajmuje na płycie Blu-ray: „Uncharted 2 zajmował zaledwie 25 GB, a Uncharted 3 zajmuje na chwilę obecną ponad 50 GB. Jednak w końcowej fazie produkcji znowu będzie to 50 GB, ponieważ gra zostanie wydana tylko na jednej płycie Blu-ray”.

### Ścieżka dźwiękowa
Większość utworów do Uncharted 3: Oszustwo Drake’a napisał amerykański kompozytor Greg Edmonson. W recenzji ścieżki dźwiękowej, serwis IGN wystawił jej 9,5/10. Została wydana 15 listopada 2011 roku na dwóch płytach CD oraz w formie cyfrowej.
| Oryginalny soundtrack dysk 1 – 2011 | Oryginalny soundtrack dysk 1 – 2011 | Oryginalny soundtrack dysk 1 – 2011 |
| Nr                                  | Tytuł utworu                        | Długość                             |
| ----------------------------------- | ----------------------------------- | ----------------------------------- |
| 1.                                  | „Nate's Theme 3.0”                  | 1:48                                |
| 2.                                  | „Atlantis of the Sands”             | 2:33                                |
| 3.                                  | „The Setup”                         | 2:29                                |
| 4.                                  | „Small Beginnings”                  | 2:16                                |
| 5.                                  | „Bazaar Brawl”                      | 2:49                                |
| 6.                                  | „The Settlement”                    | 2:59                                |
| 7.                                  | „Badlands”                          | 2:44                                |
| 8.                                  | „As Above, So Below”                | 2:05                                |
| 9.                                  | „Iram of the Pillars”               | 2:58                                |
| 10.                                 | „Arachnophobia”                     | 2:05                                |
| 11.                                 | „The London Underground”            | 2:25                                |
| 12.                                 | „Mind Games”                        | 2:53                                |
| 13.                                 | „Sink or Swim”                      | 3:06                                |
| 14.                                 | „The Empty Quarter”                 | 2:24                                |
| 15.                                 | „Boarding Party”                    | 3:04                                |
| 16.                                 | „Second-Story Work”                 | 3:04                                |
| 17.                                 | „Maritime Malfeasance”              | 2:35                                |
| 18.                                 | „Drake’s Return”                    | 3:43                                |
| 19.                                 | „Shootout”                          | 2:37                                |
| 20.                                 | „Oh No Chateau”                     | 2:46                                |
| 21.                                 | „Science and Magic”                 | 3:04                                |
| 22.                                 | „Museum Bust”                       | 4:46                                |
| 23.                                 | „Searching for Sully”               | 3:18                                |
| 24.                                 | „The Caravan”                       | 3:18                                |
| 25.                                 | „Pursuit”                           | 2:54                                |
| 26.                                 | „Something Better”                  | 2:33                                |
|                                     |                                     | 1:13:16                             |

| Oryginalny soundtrack dysk 2 – 2011 | Oryginalny soundtrack dysk 2 – 2011               | Oryginalny soundtrack dysk 2 – 2011 |
| Nr                                  | Tytuł utworu                                      | Długość                             |
| ----------------------------------- | ------------------------------------------------- | ----------------------------------- |
| 1.                                  | „East End Boys”                                   | 3:50                                |
| 2.                                  | „Marlowe, I Presume?”                             | 2:23                                |
| 3.                                  | „Cruisin' for a Bruisin'”                         | 3:03                                |
| 4.                                  | „The Rub' al Khali”                               | 2:05                                |
| 5.                                  | „The Streets of Ubar”                             | 2:04                                |
| 6.                                  | „Reckless – Powerplay (Thorn Remix)”              | 2:28                                |
| 7.                                  | „Secret Order”                                    | 2:39                                |
| 8.                                  | „MarLowe’s Revenge”                               | 1:58                                |
| 9.                                  | „Dreamers of the Day”                             | 3:50                                |
| 10.                                 | „Science and Magic – Powerplay (Buresh Remix)”    | 2:20                                |
| 11.                                 | „Ambushed”                                        | 2:26                                |
| 12.                                 | „Abducted”                                        | 2:15                                |
| 13.                                 | „Reckless”                                        | 3:00                                |
| 14.                                 | „A Plane to Catch”                                | 1:18                                |
| 15.                                 | „Nowhere to Run”                                  | 3:50                                |
| 16.                                 | „The Streets of Yemen”                            | 3:04                                |
| 17.                                 | „Stowaway”                                        | 2:32                                |
| 18.                                 | „Iram of the Pillars – Powerplay (Bricker Remix)” | 3:06                                |
|                                     |                                                   | 48:11                               |

### Beta testy
Beta testy Uncharted 3: Oszustwo Drake’a oficjalnie rozpoczęły się 28 czerwca 2011 roku dla posiadaczy gry Niesławny: Infamous 2 oraz abonentów usługi PlayStation Plus, a 4 lipca – dla pozostałych posiadaczy PlayStation 3. Trwały one do 13 lipca 2011 roku, a w ich trakcie sprawdzano rozgrywkę wieloosobową pod kątem technicznym. Beta testy były podzielone na trzy etapy, podczas których gracze testowali różne mapy i tryby. W wersji testowej gry początkowo można było osiągnąć maksymalnie 25. poziom doświadczenia, jednak twórcy znieśli ten limit. Każdy gracz mógł wyposażyć swoją postać w dwa dopalacze z ośmiu dostępnych. Gracze otrzymali do dyspozycji trzy mapy. Twórcy udostępnili łącznie dziewięć trybów rozgrywki. Sześć z nich obejmuje wariacje klasycznych trybów wieloosobowych (Starcie drużyn, Starcie trzech drużyn, Grabież, Cel drużynowy, Każdy na każdego, Hardcore), a dodatkowe trzy związane są bezpośrednio z trybem kooperacji (Arena, Arena Łowców, Przygoda).
Twórcy nagrodzili osoby, które wzięły udział w testach i wykonały wyznaczone zadania m.in. unikatowym awatarem, dwoma Exclusive Beta Decal Pack, Treasure Hunter's Starter Pack oraz innymi premiami już w pełnej wersji gry.
W beta testach wzięło udział 1,53 mln graczy i według Sony było to największe wydarzenie tego typu na konsoli PlayStation 3.
Drugie beta testy, a właściwie wcześniejszy dostęp do trybu rozgrywki wieloosobowej, rozpoczęły się 28 września 2011 roku dla posiadaczy specjalnych kodów dodawanych do niektórych potraw i napojów w sieci restauracji Subway na terenie Stanów Zjednoczonych, oraz 5 października dla wszystkich posiadaczy PlayStation Plus. W becie udostępniono sześć map, trzy z pierwszej bety i trzy zupełnie nowe. 10 października 2011 roku zaktualizowano betę oraz dodano dwie nowe mapy.

## Wydanie gry
Uncharted 3: Oszustwo Drake’a miało swoją premierę 1 listopada 2011 w Ameryce Północnej, 2 listopada 2011 w Europie i Japonii oraz 3 listopada 2011 w Australii.
7 października 2015 roku w Europie oraz 9 października w Ameryce Północnej swoją premierę będzie miał pakiet trzech pierwszych części serii Uncharted na PlayStation 4.

### Wersje detaliczne
Gra w dniu premiery została wydana w czterech edycjach. Podstawowa wersja gry, wydana na całym świecie, zawierała pudełko z płytą i instrukcją oraz PSN Pass, czyli przepustkę sieciową ze specjalnym, jednorazowym kodem, który po wpisaniu w PlayStation Store umożliwia dołączenie do rozgrywek wieloosobowych przez internet.
Edycja specjalna została wydana tylko w Europie, Australii i Nowej Zelandii. Jej opakowanie imituje skórę, dzięki czemu wygląda jak notatnik. Zawiera także ilustrowaną instrukcję, która wygląda jak dziennik Drake’a, skórkę i broń do trybu gry wieloosobowej – Drake w stroju z Londynu i AK47 w modelu pirackim, dodatkowy gest „uniesienie ręki w górę”, mnożnik pieniędzy do trybu rozgrywki wieloosobowej i unikatowe elementy stroju.
W Europie, Australii i Nowej Zelandii wydano także edycję kolekcjonerską o nazwie Odkrywca (ang. Explorer). Jej opakowanie stanowi drewniana skrzynia imitująca kuferek podróżny, z nadrukiem mapy świata. Zawiera wszystkie elementy edycji specjalnej oraz figurkę, replikę pierścienia na rzemyku i replikę klamry paska głównego bohatera gry, trójwymiarową pocztówkę i wszystkie przedpremierowe dodatki DLC.
Druga edycja kolekcjonera o nazwie Collector’s została wydana tylko w Ameryce Północnej. Jej opakowanie stanowi niewielki brązowy kuferek. Zawiera figurkę, replikę pierścienia na rzemyku i replikę klamry paska głównego bohatera gry. Płyta zapakowana jest w stalowe pudełko. Po premierze gry wydane zostały także Uncharted: Trylogia, czyli zestaw wszystkich trzech części serii Uncharted oraz PlayStation 3 320 GB z grą Uncharted 3: Oszustwo Drake’a. 19 września w Europie zadebiutowała gra Uncharted 3: Oszustwo Drake’a w wersji Game of the Year Edition. Oprócz podstawowej wersji tytułu zawiera wszystkie dodatki DLC.

### Dodatki DLC
| Nr. | Nazwa                      | Data wydania      | Opis |
| --- | -------------------------- | ----------------- | --- |
| 1   | Callout Mod for AK-47      | 2 listopada 2011  | Celownik laserowy do broni AK-47, który ujawnia pozycję namierzonego wroga wszystkim członkom drużyny gracza.                                                                                 |
| 2   | Clip Size Mod for Para-9   | 2 listopada 2011  | Powiększony magazynek dla pistoletu Para-9. |
| 3   | Clip Size Mod for G-MAL    | 2 listopada 2011  | Powiększony magazynek dla karabinu G-MAL. |
| 4   | Creepy Crawler Kickback    | 2 listopada 2011  | Kop medalowy pozwalający na transformację gracza w rój pająków. |
| 5   | Regeneration Booster       | 2 listopada 2011  | Dopalacz przyspieszający regenerację zdrowia. |
| 6   | Carpet Bomb Kickback       | 2 listopada 2011  | Kop medalowy dający graczowi możliwość rzutu trzema granatami jednocześnie. |
| 7   | Retro Skin Pack 1          | 2 listopada 2011  | Pakiet kilku skórek do trybów rozgrywki wieloosobowej z poprzednich części serii. |
| 8   | Retro Skin Pack 2          | 2 listopada 2011  | Pakiet kilku skórek do trybów rozgrywki wieloosobowej z poprzednich części serii. |
| 9   | Retro Skin Pack 3          | 2 listopada 2011  | Pakiet kilku skórek do trybów rozgrywki wieloosobowej z poprzednich części serii. |
| 10  | Multiplayer Accessory Pack | 16 listopada 2011 | Pakiet trzech przedmiotów do rozgrywki wieloosobowej pochodzących z serii Killzone: Capture Trooper MP Skin, ISA Helmet i Helgast Helmet.                                                     |
| 11  | Doughnut Lazarevic Skin    | 7 grudnia 2011    | Dodatkowa postać do trybu multiplayer: gruby Lazarevic. |
| 12  | Flashback Map Pack #1      | 18 stycznia 2012  | Pakiet czterech nowych map do trybów rozgrywki wieloosobowej z drugiej części serii: Jaskinia, Fort, Sanktuarium i Zaginione miasto.                                                          |
| 13  | Rogues Pack 1              | 8 lutego 2012     | Pakiet kilku skórek przeciwników z kampanii do trybów rozgrywki wieloosobowej z poprzednich części serii.                                                                                     |
| 14  | Rogues Pack 2              | 8 lutego 2012     | Pakiet kilku skórek przeciwników z kampanii dla pojedynczego gracza do trybów rozgrywki wieloosobowej z poprzednich części serii.                                                             |
| 15  | Donut Pack 1               | 8 lutego 2012     | Pakiet kilku skórek grubych bohaterów i wrogów z kampanii dla jednego gracza do trybów rozgrywki wieloosobowej.                                                                               |
| 16  | Fort Co-op Adventure       | 8 lutego 2012     | Dodatkowa misja dla trzech graczy w trybie kooperacji. Jej akcja rozgrywa się w forcie z pierwszej części gry, a gracze mogą się wcielić w Zorana Lazarewića, Harry’ego Flynna i Ediego Raję. |
| 17  | Flashback Map Pack #2      | 22 lutego 2012    | Pakiet czterech nowych map do trybów rozgrywki wieloosobowej z drugiej części serii: Plac, Wioska, Świątynia i Wrak pociągu.                                                                  |
| 18  | Co-Op Shade Survival       | 14 marca 2012     | Nowy tryb kooperacji dla trzech graczy, w którym wrogami są płonący przeciwnicy z kampanii dla pojedynczego gracza.                                                                           |
| 19  | Drake’s Deception Map Pack | 11 kwietnia 2012  | Pakiet czterech nowych map do trybów rozgrywki wieloosobowej z kampanii dla pojedynczego gracza: Ulice Londynu, Stara dzielnica, Oaza i Cmentarzysko statków.                                 |

14 sierpnia 2012 roku w Ameryce Północnej i dzień później w Europie na PlayStation Store pojawiła się możliwość zakupu 75 przedmiotów dla postaci do rozgrywek wieloosobowych. Tydzień później pojawiła się możliwość zakupu kolejnych 79 dodatków, dwa tygodnie później dodano 70, a trzy tygodnie później 64 nowe przedmioty.
Fortune Hunters’ Club jest usługą dla graczy z Ameryki Północnej i Europy, która zapewnia cztery zestawy map do trybu gry wieloosobowej, a także trzy pakiety strojów po niższej cenie niż gdyby były kupowane osobno. Dodatkowo gracz, który wykupi tę usługę, dostanie wyjątkowy motyw na konsolę PlayStation 3. Usługę można było zakupić w Ameryce Północnej do 17 kwietnia 2012 roku, a w Europie do 18 kwietnia 2012 roku.
15 października 2011 roku twórcy oznajmili, że nie planują wydawania dodatków związanych z rozgrywką dla pojedynczego gracza. Wszystkie dodatki będą powiązane z grą wieloosobową przez internet, rozszerzając ją o nowe mapy, tryby, postacie, dopalacze oraz trofea.

### Uncharted 3: Drake’s Deception DualShock 3 controller
Wraz z premierą Uncharted 3: Oszustwo Drake’a 2 listopada 2011 roku w Japonii na tamtejszym rynku pojawiła się specjalna wersja kontrolera DualShock 3 w beżowym kolorze z motywami z gry.

### Oficjalny poradnik
Wraz z premierą gry, czyli 1 listopada 2011 roku, wydano do niej oficjalny poradnik Uncharted 3: Drake’s Deception – The Complete Official Guide. Poradnik ma 256 stron i został wydany po angielsku przez wydawnictwo Prima Games. Zawiera on dokładny opis przejścia gry, trofeów, techniki gry i map w trybie wieloosobowym, oraz miejsc ukrycia skarbów i reliktu. Poradnik został także wydany w edycji kolekcjonerskiej. Wersja ta została wzbogacona o galerię zdjęć, płytę CD z muzyką z gry oraz brązową, sztywną okładkę z logiem gry.

### Nathan Drake Costume
1 listopada 2011 roku w Ameryce Północnej i 2 listopada 2011 roku w Europie Media Molecule wydało DLC Nathan Drake Costume do gry LittleBigPlanet 2 na PlayStation 3, a w późniejszym okresie także na PlayStation Vita oraz do gry LittleBigPlanet Karting. Zawiera ono strój Nathana Drake’a z gry Uncharted 3: Oszustwo Drake’a oraz zestaw dodatkowych naklejek. Strój dla Sackboya składa się z Nathan Drake Hair, Nathan Drake Trousers, Nathan Drake Scarf, Nathan Drake Skin i Nathan Drake Top.

### Beta testy Starhawk
Każda osoba, która wykorzystała PSN Pass dodawany do Uncharted 3 otrzymała 1 lutego 2012 roku wiadomość ze specjalnym kodem, który po wpisaniu w PlayStation Store umożliwia wcześniejszy dostęp do beta testów gry Starhawk w trybie rozgrywki wieloosobowej.

## Odbiór gry

### Zapowiedzi
Gra Uncharted 3: Oszustwo Drake’a została zaprezentowana publiczności po raz pierwszy na targach gier wideo E3 w 2011 roku i otrzymała cztery nominacje do nagrody Game Critics w kategoriach: Najlepszy pokaz, Najlepsza gra na konsole, Najlepsza przygodowa gra akcji i Najlepszy tryb rozgrywki wieloosobowej. Była także wyróżniona jako najlepsza gra na PlayStation 3 przez kilka mediów, takich jak 1UP.com, X-Play, IGN, Trendy Digital, GameSpot, GameSpy, Game Informer i Electric Playground.
Uncharted 3 otrzymał także nagrodę Najlepsza przygodowa gra akcji od serwisu X-Play i Game Rant, Najlepsza gra akcji od magazynu Shortlist, Najlepsza trzecioosobowa strzelania i Najlepsza oprawa wizualna od VG Chartz, Najlepsza grafika, Najlepsza grafika 3D, Najlepszy tryb dla wielu graczy i Najlepsza trzecioosobowa strzelanina od GameTrailers. „The Official Magazine PlayStation” i Game Revolution przyznały Uncharted 3 nagrodę dla najlepszej gry targów E3.

### Recenzje
Gra Uncharted 3: Oszustwo Drake’a została bardzo dobrze przyjęta zarówno przez polskie, jak i światowe media. Potwierdzają to średnie ocen gry na stronach agregujących recenzje gier komputerowych i wideo, gdzie gra otrzymała aż 23 maksymalne oceny. Na serwisie Metacritic średnia ocen na podstawie 97 recenzji wynosi 92/100, natomiast na GameRankings na podstawie 70 recenzji wynosi 91,76%.
Pierwszą ocenę grze wystawił hiszpański magazyn o grach komputerowych „Playmania” i wynosiła ona 9,9/10. Jest to najwyższa ocena, jaką wystawiło to pismo w swojej historii. Jednak mimo wysokiej oceny, studio zajmujące się tworzeniem serii Uncharted, czyli Naughty Dog, nie było zadowolone z recenzji, ponieważ zawierała ona wiele spoilerów, m.in. zdradzała zakończenie gry. Drugą ocenę wystawił holenderski magazyn „Power Unlimited” i wynosiła ona 94%. Autor recenzji napisał, że jest to jedna z najlepszych gier na PlayStation 3. Trzecią recenzję opublikował hiszpański „PlayStation Official Magazine”, wystawiając grze 9,8/10. Określił ją mianem arcydzieła.
Greg Miller z serwisu IGN przyznał Uncharted 3: Oszustwo Drake’a najwyższą możliwą notę i określił grę jako arcydzieło. Zachwalał każdy aspekt gry, począwszy od grafiki, fabuły, oprawy dźwiękowej i dubbingu, a kończąc na samej rozgrywce. Według niego gra zasługuje na wielokrotne ukończenie. Chad Concelmo z serwisu Destructoid w recenzji Uncharted 3 napisał, że nie ma lepszej gry i jest to najlepsza produkcja na PlayStation 3. Stever Boxer z dziennika „The Guardian” stwierdził, że gra jest niezwykle widowiskowa, a główny bohater – nie tylko heroiczny, ale także przekonująco ludzki. Natomiast recenzent 1UP.com chwalił Naughty Dog za rozwiązanie jednego z nielicznych problemów poprzedniej części, czyli walki wręcz. Według niego dodanie animacji kontekstowych, w których główny bohater używa przypadkowych przedmiotów do walki wręcz czyni ją bardziej nieprzewidywalną i intuicyjną oraz lepiej pasuje do charakteru Nathana.
Recenzent polskiego czasopisma „CD-Action” ocenił grę na 8+/10, twierdząc, że gra posiada kilka wad, do których należą m.in. zbyt schematyczny scenariusz i powielanie tego, co gracze mogli zobaczyć w części drugiej. Poza tym dostrzegł wiele zalet gry, począwszy od grafiki i oprawy dźwiękowej, a kończąc na fabule. Docenił także tryb rozgrywki wieloosobowej.

Jedna z najlepszych przygód w branży gier wideo.

Świetny multiplayer doskonale dopełnia doznania z singla.

### Nagrody
Uncharted 3: Oszustwo Drake’a zdobyła dwie nagrody na gali Spike Video Game Awards w kategoriach Najlepsza gra na PlayStation 3 oraz Najlepsza oprawa graficzna. Była nominowana także w kategorii Gra roku i Najlepsza przygodowa gra akcji. Nolan North, czyli aktor, który użyczał głosu głównemu bohaterowi gry w angielskiej wersji językowej, był nominowany do nagrody Najlepszy występ w grze (mężczyźni), a Claudia Black podkładająca głos Chloe Frazer i Emily Rose, która użyczała głosu Elenie Fisher były nominowane w kategorii Najlepszy występ w grze (kobiety). Naughty Dog za produkcję tej gry zostało nominowane w kategorii Studio roku.
Gra zdobyła wiele nagród na całym świecie. Amerykański serwis o grach komputerowych i konsolowych IGN uznał Uncharted 3: Oszustwo Drake’a za najlepszą grę na konsolę PlayStation 3, posiadającą najlepszą oprawę graficzną i muzykę. Nominował ją także w kategorii najlepsza gra akcji, najlepsza fabuła oraz najlepszy tryb rozgrywki dla wielu graczy. Na Game Developers Conference gra zdobyła nominacje w trzech kategoriach: Najlepsza technologia, Najlepsza narracja oraz Najlepsza (artystycznie) oprawa wizualna. Natomiast na gali Interactive Achievements Awards Uncharted 3 zdobyła trzy nagrody w kategoriach: wybitne osiągnięcie w animacji, wybitne osiągnięcie w kierunku artystycznym oraz wybitne osiągnięcie w wizualizacji. Poza tym produkcja otrzymała nagrodę od Stowarzyszenia Amerykańskich Scenarzystów Filmowych za najlepszy scenariusz w grach wideo wydanych w 2011 roku.
| Kategoria                                                | Nagroda                                    | Przyznający nagrodę                    | Data              |
| -------------------------------------------------------- | ------------------------------------------ | -------------------------------------- | ----------------- |
| Numer 2                                                  | The 10 Best PS3 Games                      | GamePro                                | 25 listopada 2011 |
| Najlepsza gra na PlayStation 3                           | 2011 Video Game Awards                     | Spike Video Game Awards                | 10 grudnia 2011   |
| Najlepsza grafika                                        | 2011 Video Game Awards                     | Spike Video Game Awards                | 10 grudnia 2011   |
| Najlepsza gra kinowa                                     | Inside Gaming Awards 2011                  | Machinima.com                          | 10 grudnia 2011   |
| Gra roku                                                 | 5th Annual Cody Awards                     | Cheat Code Central                     | 10 grudnia 2011   |
| Najlepsza gra na PlayStation 3                           | 5th Annual Cody Awards                     | Cheat Code Central                     | 10 grudnia 2011   |
| Najlepsza przygodowa gra akcji                           | 5th Annual Cody Awards                     | Cheat Code Central                     | 10 grudnia 2011   |
| Najlepsza rozgrywka wieloosobowa                         | 5th Annual Cody Awards                     | Cheat Code Central                     | 10 grudnia 2011   |
| Najlepsza grafika                                        | 5th Annual Cody Awards                     | Cheat Code Central                     | 10 grudnia 2011   |
| Najlepsza męska postać (Nathan Drake)                    | 5th Annual Cody Awards                     | Cheat Code Central                     | 10 grudnia 2011   |
| Gra roku                                                 | 2011's best... Games                       | RegHardware                            | 10 grudnia 2011   |
| Najlepszy występ (Nolan North)                           | Best of 2011 Awards                        | X-Play                                 | 14 grudnia 2011   |
| Gra roku                                                 | Top 10 Games of 2011                       | VentureBeat                            | 16 grudnia 2011   |
| Fanboy Award for Best PS3 Exclusive                      | The Platinum Chalice Awards 2011           | GamesRadar                             | 16 grudnia 2011   |
| Cutscenes we actually want to watch                      | The Platinum Chalice Awards 2011           | GamesRadar                             | 16 grudnia 2011   |
| BFF award for best sidekick (Victor Sullivan)            | The Platinum Chalice Awards 2011           | GamesRadar                             | 16 grudnia 2011   |
| Najlepsza oprawa graficzna                               | Best Games of 2011                         | Edge                                   | 17 grudnia 2011   |
| Gwiazdkowe numer jeden                                   | Christmas Number One                       | Play Magazine                          | 20 grudnia 2011   |
| Najlepsza gra na wyłączność PlayStation 3                | Best of 2011 Awards                        | Game Revolution                        | 21 grudnia 2011   |
| Najlepsza gra na wyłączność PlayStation 3                | Best Games of 2011                         | PlayStation Universe                   | 22 grudnia 2011   |
| Najlepsza przygodowa gra akcji                           | Best Games of 2011                         | PlayStation Universe                   | 22 grudnia 2011   |
| Najlepsza trzecioosobowa strzelanina                     | Game of the Year Awards – PS3              | VGChartz                               | 2 grudnia 2011    |
| Najlepsza grafika                                        | Game of the Year Awards – PS3              | VGChartz                               | 2 grudnia 2011    |
| Gra roku na PlayStation 3 (wybór czytelników)            | Game of the Year Awards – PS3              | VGChartz                               | 2 grudnia 2011    |
| Najlepsza gra na wyłączność PlayStation 3                | The Lazygamer Awards 2011                  | Lazygamer                              | 23 grudnia 2011   |
| Gra roku                                                 | Staff/Community Game of the Year           | MediaKick                              | 23 grudnia 2011   |
| Gra roku na PlayStation 3                                | Staff/Community Game of the Year           | MediaKick                              | 23 grudnia 2011   |
| Najlepsza przygodowa gra akcji                           | Staff/Community Game of the Year           | MediaKick                              | 23 grudnia 2011   |
| Najlepsza oprawa graficzna                               | Staff/Community Game of the Year           | MediaKick                              | 23 grudnia 2011   |
| Najlepsza gra na wyłączność PlayStation 3                | The Best Videogames of 2011                | Metacritic                             | 23 grudnia 2011   |
| Gra roku                                                 | Game of the Year                           | Official PlayStation Magazine (UK)     | 23 grudnia 2011   |
| Najlepsza gra na wyłączność PlayStation 3                | Best of 2011 Awards                        | PlayStation LifeStyle                  | 23 grudnia 2011   |
| Gra roku (wybór czytelników)                             | Best of 2011 Awards                        | PlayStation LifeStyle                  | 23 grudnia 2011   |
| Gra roku na PlayStation                                  | Video Game Of The Year Awards 2011         | UGO Networks                           | 23 grudnia 2011   |
| Najlepsza gra na wyłączność PlayStation 3                | Best of 2011 Awards: Video Games           | Digital Trends                         | 27 grudnia 2011   |
| Najlepsza gra na PlayStation 3 (wybór czytelników)       | Best of 2011                               | GameSpot                               | 30 grudnia 2011   |
| Najlepsza trzecioosobowa strzelanina                     | Game of the Year Awards 2011               | GameTrailers                           | 30 grudnia 2011   |
| Najlepsza grafika                                        | Game of the Year Awards 2011               | GameTrailers                           | 30 grudnia 2011   |
| Najlepsza gra wyłącznie na jedną platformę               | Game of the Year Awards 2011               | GameTrailers                           | 30 grudnia 2011   |
| Najlepsza kampania dla pojedynczego gracza               | Game of the Year Awards 2011               | GameTrailers                           | 30 grudnia 2011   |
| Najlepsza gra na PlayStation 3                           | Game of the Year Awards 2011               | GameTrailers                           | 30 grudnia 2011   |
| Gra roku                                                 | Game of the Year Awards 2011               | GameTrailers                           | 30 grudnia 2011   |
| Najlepsza fabuła                                         | Game of the Year Awards                    | GameZone                               | 30 grudnia 2011   |
| Najlepsza grafika (technika)                             | Game of the Year Awards                    | GameZone                               | 30 grudnia 2011   |
| Najlepszy Voice Acting                                   | Game of the Year Awards                    | GameZone                               | 30 grudnia 2011   |
| Gra roku na PlayStation 3                                | Game of the Year Awards                    | GameZone                               | 30 grudnia 2011   |
| Numer 7 (najlepsza gra wyłącznie na jedną platformę)     | Readers' Top 50 Games of 2011              | Eurogamer                              | 1 stycznia 2012   |
| Najlepszy producent (Naughty Dog)                        | Best of 2011                               | 1UP                                    | 5 stycznia 2011   |
| Gra roku na PlayStation 3                                | Best of 2011                               | IGN                                    | 17 stycznia 2011  |
| Najlepsza grafika na PlayStation 3                       | Best of 2011                               | IGN                                    | 17 stycznia 2011  |
| Najlepszy dźwięk na PlayStation 3                        | Best of 2011                               | IGN                                    | 17 stycznia 2011  |
| Najlepsza gra akcji na PlayStation 3 (wybór czytelników) | Best of 2011                               | IGN                                    | 17 stycznia 2011  |
| Najlepsza grafika na PlayStation 3 (wybór czytelników)   | Best of 2011                               | IGN                                    | 17 stycznia 2011  |
| Najlepszy dźwięk na PlayStation 3 (wybór czytelników)    | Best of 2011                               | IGN                                    | 17 stycznia 2011  |
| Najlepsza fabuła na PlayStation 3 (wybór czytelników)    | Best of 2011                               | IGN                                    | 17 stycznia 2011  |
| Gra roku na PlayStation 3 (wybór czytelników)            | Best of 2011                               | IGN                                    | 17 stycznia 2011  |
| Najlepsza przygodowa gra akcji (wybór czytelników)       | Best of 2011                               | IGN                                    | 17 stycznia 2011  |
| Najlepsza grafika                                        | Best of 2011                               | IGN                                    | 17 stycznia 2011  |
| Najlepsza grafika (wybór czytelników)                    | Best of 2011                               | IGN                                    | 17 stycznia 2011  |
| Najlepsze studio (Naughty Dog) (wybór czytelników)       | Best of 2011                               | IGN                                    | 17 stycznia 2011  |
| Najlepsza gra akcji                                      | Best Games of 2011                         | PlayStation: The Official Magazine     | 18 stycznia 2012  |
| Najbardziej przekonujący bohater (Nathan Drake)          | Best Games of 2011                         | PlayStation: The Official Magazine     | 18 stycznia 2012  |
| Wybitne osiągnięcie w animacji                           | 15th Annual Interactive Achievement Awards | Academy of Interactive Arts & Sciences | 10 lutego 2012    |
| Wybitne osiągnięcie dyrektora artystycznego              | 15th Annual Interactive Achievement Awards | Academy of Interactive Arts & Sciences | 10 lutego 2012    |
| Wybitne osiągnięcie w inżynierii oprawy graficznej       | 15th Annual Interactive Achievement Awards | Academy of Interactive Arts & Sciences | 10 lutego 2012    |
| Najlepsza gra akcji                                      | 3rd Annual Danish Game Awards              | Danish Game Awards                     | 9 lutego 2012     |
| VideoGame Writing                                        | Writers Guild of America Awards 2011       | Writers Guild of America Awards        | 19 lutego 2012    |
| Najlepsza oprawa artystyczna                             | 12th Annual Game Developers Choice Awards  | Game Developers Choice Awards          | 7 marca 2012      |

### Sprzedaż
Według NPD Group Uncharted 3: Oszustwo Drake’a było na siódmej pozycji pod względem sprzedaży gier wideo w Stanach Zjednoczonych w listopadzie 2011 roku, osiągając wynik 700 000 sprzedanych egzemplarzy. W pierwszym tygodniu sprzedaży w Wielkiej Brytanii, Uncharted 3 stało się drugą po Battlefieldzie 3 grą o największej sprzedaży. Natomiast w pierwszym tygodniu sprzedaży w Japonii, znalazło się na drugim miejscu w rankingu z wynikiem sprzedaży 124 989 egzemplarzy, ustępując tylko Super Mario 3D Land. W 2011 roku było czwartą najlepiej sprzedającą się grą w Wielkiej Brytanii na konsolę PlayStation 3, ustępując jedynie grom Call of Duty: Modern Warfare 3, FIFA 12 i Battlefield 3.
W dniu premiery sprzedano 3,8 mln sztuk gry Uncharted 3: Oszustwo Drake’a na całym świecie, co uczyniło ją grą o największej i najszybszej sprzedaży w całej serii. Jest także jedną z najlepiej sprzedających się gier w 2011 roku oraz trzecią najszybciej sprzedawaną grą wydaną wyłącznie na Playstation 3, zaraz za Gran Turismo 5 i Metal Gear Solid 4: Guns of the Patriots, a przed God of War III.

### Dubbing w portugalskiej wersji językowej
Na oficjalnym forum studia Naughty Dog tworzącego Uncharted 3 podjęta została dyskusja, w której gracze zarzucili fatalny dubbing w portugalskiej wersji językowej przygotowywanej na rynek brazylijski, który tworzyło studio  The Kitchen. Jednak pomimo zgłoszenia się innego studia do pomocy w lokalizacji gry, zmiana studia nie została podjęta.

## Kontynuacja
Pod koniec 2011 roku, czyli tuż po premierze gry, twórcy stwierdzili, że nie wykluczają stworzenia w przyszłości kontynuacji. Jeden z ważnych pracowników Naughty Dog w wywiadzie dla „Official PlayStation Magazine” stwierdził:

Jest masa przygód Drake’a, których jeszcze nie opowiedzieliśmy i dopóki fani będą chcieli kolejnych gier, a my zobaczymy w nich coś interesującego i popychającego markę do przodu, będziemy kontynuować jej tworzenie.

10 maja 2016 ukazała się kolejna część serii zatytułowana Uncharted 4: Kres złodzieja opowiadająca o przygodach Nathan Drake na Madagaskarze i jego poszukiwaniach legendarnego miasta Libertalia. Natomiast 22 sierpnia 2017 roku ukazało się Uncharted: Zaginione dziedzictwo opowiadające o wyprawie Chloe Frazer i Nadine Ross w górskie rejony Indii w poszukiwaniu legendarnego artefaktu zwanego Kłem Ganeśi.